# Ragged Old Flag
Ragged Old Flag es el vigésimo álbum del cantante country Johnny Cash lanzado el año 1974 bajo el sello disquero Columbia.

El álbum trata de varios temas políticos y temas éticos también, este álbum es muy diferente a lo que se ha escuchado de Cash. La canción "Ragged Old Flag" trata en forma dulce sobre el patriotismo junto con el escándalo político de Watergate y la canción "Don't Go Near the Water" se refiere a un tema muy discutible, el medio ambiente. Todas las canciones fueron compuestas por Cash menos la canción "I'm a Worried Man" que la hizo con su esposa June Carter Cash.

## Canciones
1. Ragged Old Flag – 3:08
(Cash)
2. Don't Go Near the Water – 2:52
(Cash)
3. All I Do is Drive – 2:10
(Cash)
4. Southern Comfort – 2:10
(Cash)
5. King of the Hill – 2:44
(Cash)
6. Pie in the Sky – 2:27
(Cash)
7. Lonesome to the Bone – 2:41
(Cash)
8. While I've Got It on My Mind – 2:20
(Cash)
9. Good Morning, Friend – 2:05
(Cash)
10. I'm a Worried Man – 2:10
(Cash y June Carter Cash)
11. Please Don't Let Me Out – 2:42
(Cash)
12. What on Earth Will You Do (for Heaven's Sake) – 2:08
(Cash)

## Personal
- Johnny Cash - Vocalista y Productor
- Al Casey - Guitarra
- Earl Scruggs - Banjo
- The Oak Ridge Boys - Coristas

## Posición en listas
Álbum - Billboard (América del Norte)
| Año  | Tabla           | Posición |
| ---- | --------------- | -------- |
| 1974 | Álbumes Country | 16       |

Canciones - Billboard (América del Norte)
| Año  | Canción           | Tabla             | Posición |
| ---- | ----------------- | ----------------- | -------- |
| 1974 | "Ragged Old Flag" | Canciones Country | 31       |